# Siatka Zachmana
Siatka Zachmana (ang. Zachman Framework) – szablon i sposób postępowania, który pozwala w sposób formalny i ściśle ustrukturalizowany definiować architekturę systemów korporacyjnych. Używa siatki bazując na sześciu podstawowych pytaniach (Co, Jak, Gdzie, Kto, Kiedy, Dlaczego) zadanych pięciu grupom użytkowników (Planujący, Właściciel, Projektant, Twórca, Podwykonawca) aby przedstawić holistyczny obraz przedsiębiorstwa, które jest modelowane.
Jest często używana do opisania systemów informatycznych działających w przedsiębiorstwie. Architektura przedsiębiorstwa przedstawiona w siatce Zachmana może stanowić wkład w definiowanie architektury oprogramowania dla systemów w firmie.
Silną stroną siatki Zachmana jest kompletność opisu przedsiębiorstwa poprzez każdą z trzydziestu komórek siatki. Słabym punktem jest to, że takie podejście wymagając kompletności opisu wymaga stworzenia mnóstwa dokumentacji, która może być trudna do przeglądu i o wątpliwej przydatności.
Siatka Zachmana stworzona przez Johna Zachmana w IBM w roku 1980 jest obecnie własnością publiczną. Pełna nazwa techniczna Siatki Zachmana brzmi: Zachman Framework for Enterprise Architecture and Information Systems Architecture (siatka Zachmana dla architektury korporacji i architektury systemów informacyjnych).